# Pseudouroctonus lindsayi
Espèce
Synonymes
- Uroctonus lindsayi Gertsch & Soleglad, 1972

Pseudouroctonus lindsayi est une espèce de scorpions de la famille des Vaejovidae.

## Distribution
Cette espèce est endémique de Basse-Californie du Sud au Mexique. Elle se rencontre dans la Sierra de la Laguna.

## Description
La femelle holotype mesure 33,2 mm et le mâle 27,1 mm.

## Systématique et taxinomie
Cette espèce a été décrite sous le protonyme Uroctonus lindsayi par Gertsch et Soleglad en 1972. Elle est placée dans le genre Vaejovis par Stahnke en 1974 puis dans le genre Pseudouroctonus par Stockwell en 1992.

## Étymologie
Cette espèce est nommée en l'honneur de George Edmund Lindsay (1916-2002).

## Publication originale
- Gertsch & Soleglad, 1972 : « Studies of North American scorpions of the genera Uroctonus and Vejovis. » Bulletin of the American Museum of Natural History, no 148, p. 549–608 (texte intégral).